# وي تشانغ
وي تشانغ (بالصينية: 张伟) هو رياضياتي صيني، ولد في 18 يوليو 1981 في Dachuan, Dazhou ‏ في الصين.